# 2017年卡利尼夫卡彈藥庫爆炸
2017年9月26日晚間，乌克兰西部城市文尼察市郊卡利尼夫卡市内的一個弹药库发生一系的爆炸，事後持續的火災持续至四天後的9月30日。2021年，总检察长宣布有证据证实事件是有人蓄意爲之。
該弹药库是乌军最大的军火库之一。